# Villa Savoye
Villa Savoye er en af den schweiziske arkitekt, Le Corbusiers mest kendte bygninger. Villa Savoye er placeret i nærheden af Paris, og er et af de fornemmeste eksempler på funktionalisme – funkis. Huset stod fuldendt omkring 1929.
Huset blev verdensarv i 2016.
- Wikimedia Commons har flere filer relateret til Villa Savoye

48°55′28″N 2°1′42″Ø / 48.92444°N 2.02833°Ø